# Ainhoa
Ainhoa és un municipi d'Iparralde al territori de Lapurdi, que pertany administrativament al departament dels Pirineus Atlàntics (regió de la Nova Aquitània). La localitat es troba als marges del riu Nivelle limitant al nord amb la comuna de Zuraide, a l'oest amb la de Senpere i a l'est amb Ezpeleta i Itsasu. Guardonada per la seva bellesa i atractiu turístic per l'associació Les Plus Beaux Villages de France, Ainhoa, que durant la revolució va ser rebatejada com a Mendiarte, posseïx un ric patrimoni religiós com a resultat de la seva posició en el Camí francès de peregrinació a Santiago de Compostel·la i en la via de Baztan.
Els lapurdesos, amb gran devoció, pelegrinaven al Santuari d'Arantzazu el segon dia de Pasqua, però quan es va tancar la frontera a causa de les guerres, els d'Ainhoa van haver de construir la capella d'Arantzazu a la mateixa població, a la muntanya de 389 metres d'alçada. Des d'aleshores, un any sencer, el dilluns de Pentecosta, se celebra una vetlla a la capella de la Mare de Déu d'Arantzazu.

## Demografia
| Evolució de la població |      |      |      |      |      |      |      |      |
| 1793                    | 1800 | 1806 | 1821 | 1831 | 1836 | 1841 | 1846 | 1851 |
| 719                     | 587  | 679  | 723  | 780  | 832  | 853  | 938  | 761  |

| 1856 | 1861 | 1866 | 1872 | 1876 | 1881 | 1886 | 1891 | 1896 |
| ---- | ---- | ---- | ---- | ---- | ---- | ---- | ---- | ---- |
| 754  | 840  | 808  | 802  | 840  | 871  | 804  | 765  | 729  |

| 1901 | 1906 | 1911 | 1921 | 1926 | 1931 | 1936 | 1946 | 1954 |
| ---- | ---- | ---- | ---- | ---- | ---- | ---- | ---- | ---- |
| 707  | 684  | 685  | 642  | 658  | 615  | 607  | 658  | 615  |

| 1962 | 1968 | 1975 | 1982 | 1990 | 1999 | 2006 | 2011 | 2016 |
| ---- | ---- | ---- | ---- | ---- | ---- | ---- | ---- | ---- |
| 653  | 579  | 543  | 544  | 539  | 599  | -    | -    | -    |

| 2019 | - | - | - | - | - | - | - | - |
| ---- | - | - | - | - | - | - | - | - |
| -    | - | - | - | - | - | - | - | - |

## Patrimoni religiós

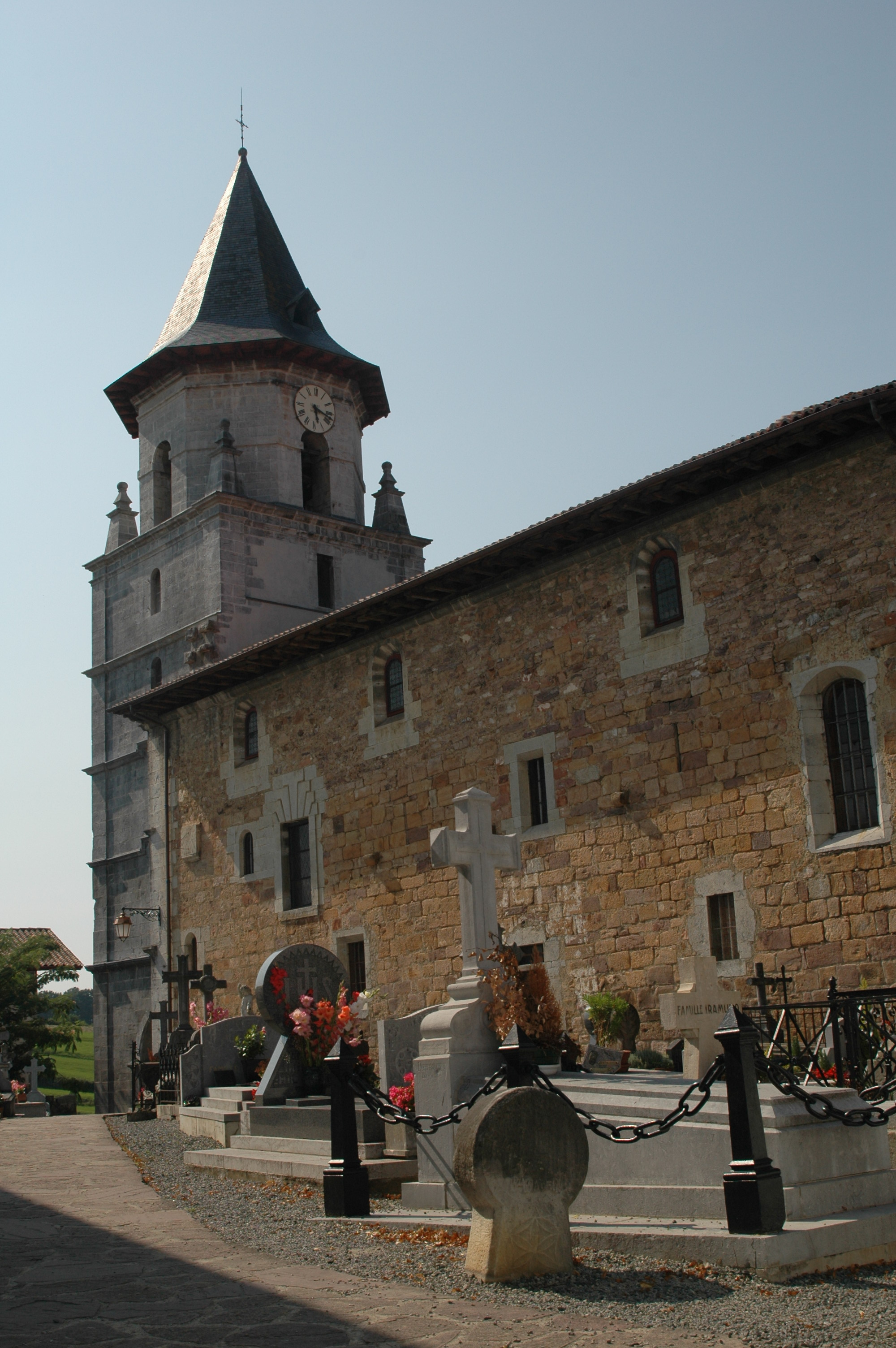
Església i cementiri
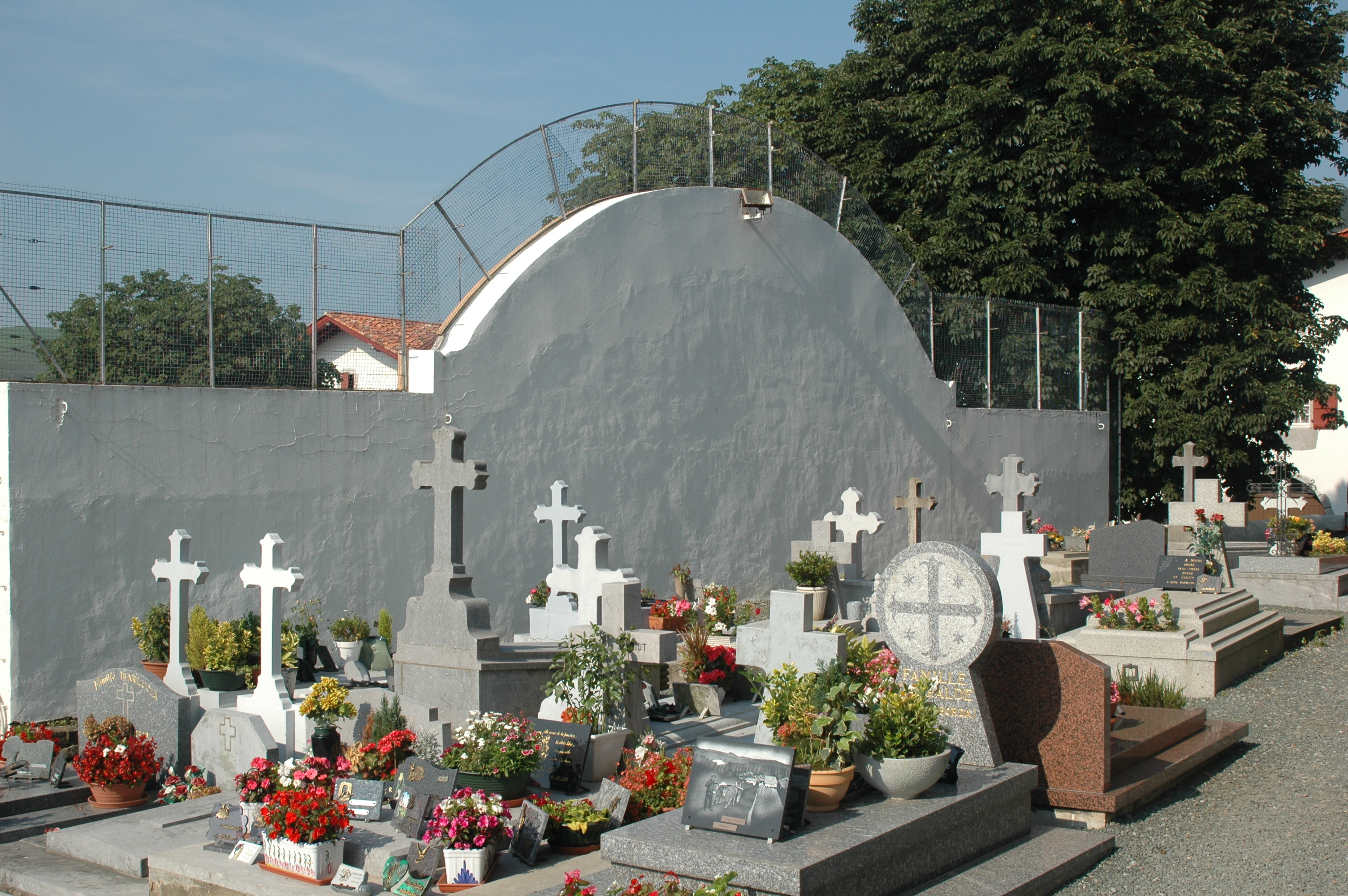
Mur del frontó
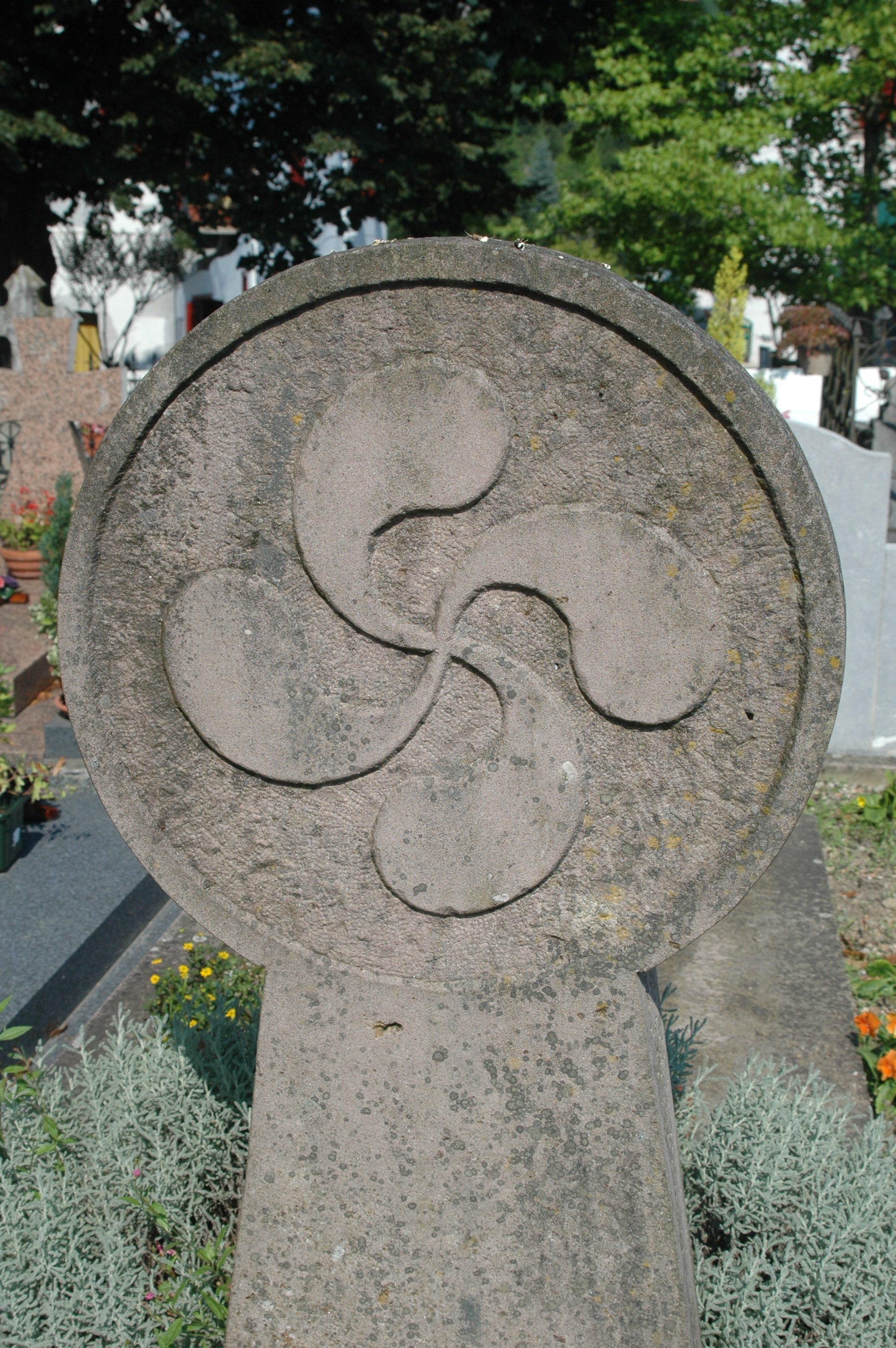
Lauburu en una làpida

## Patrimoni civil

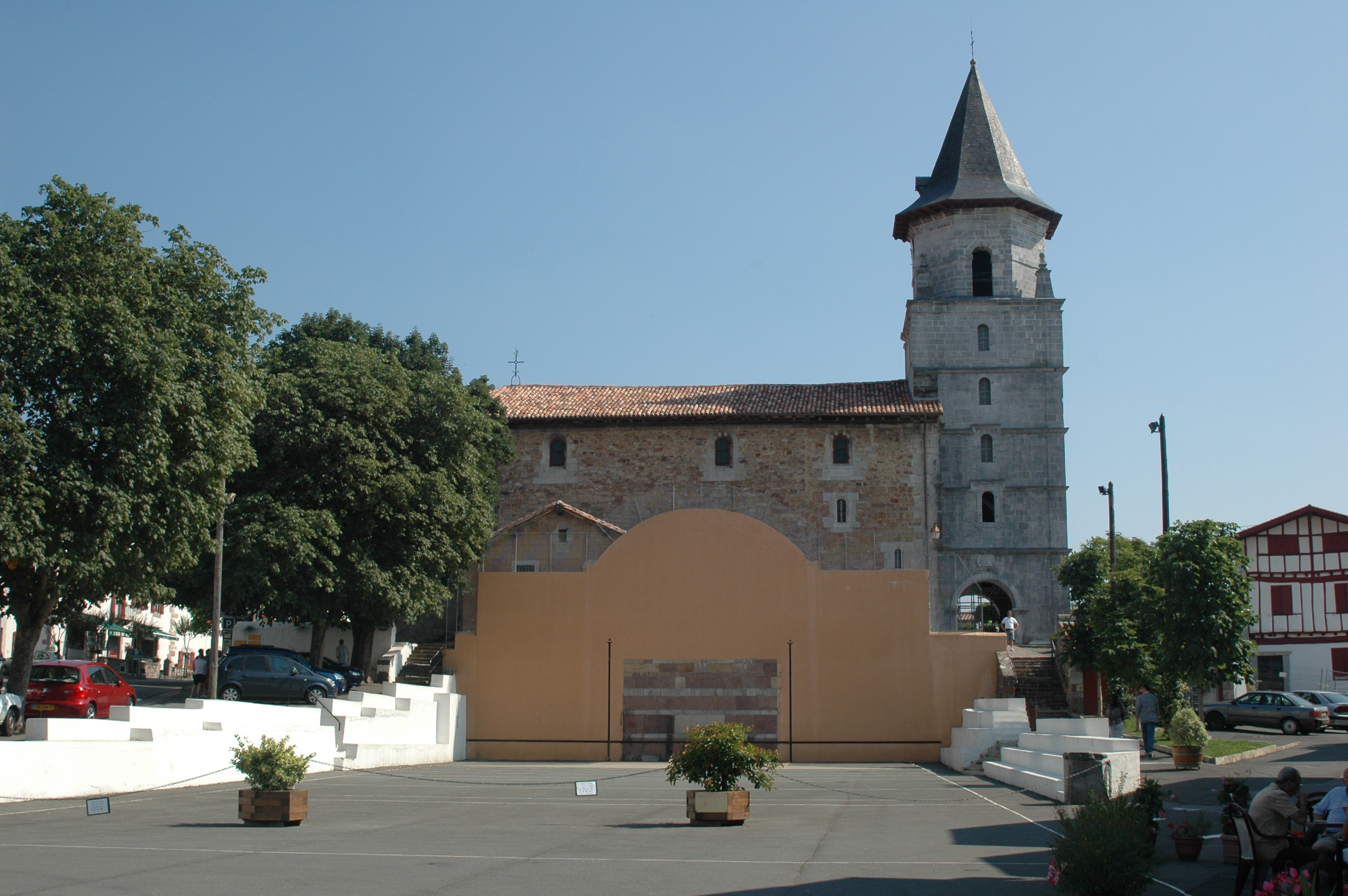
Frontó i església
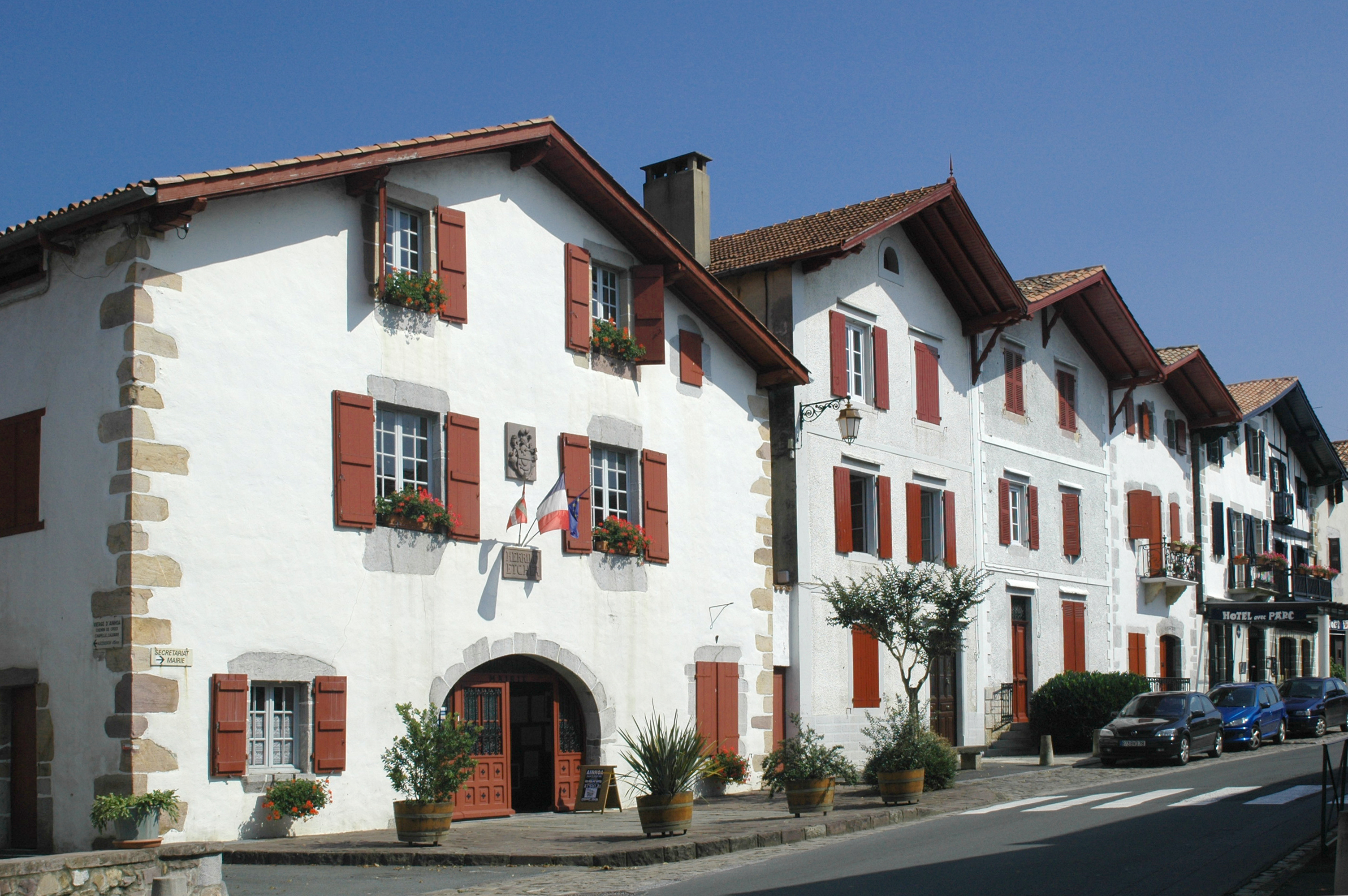
Carrer principal i ajuntament
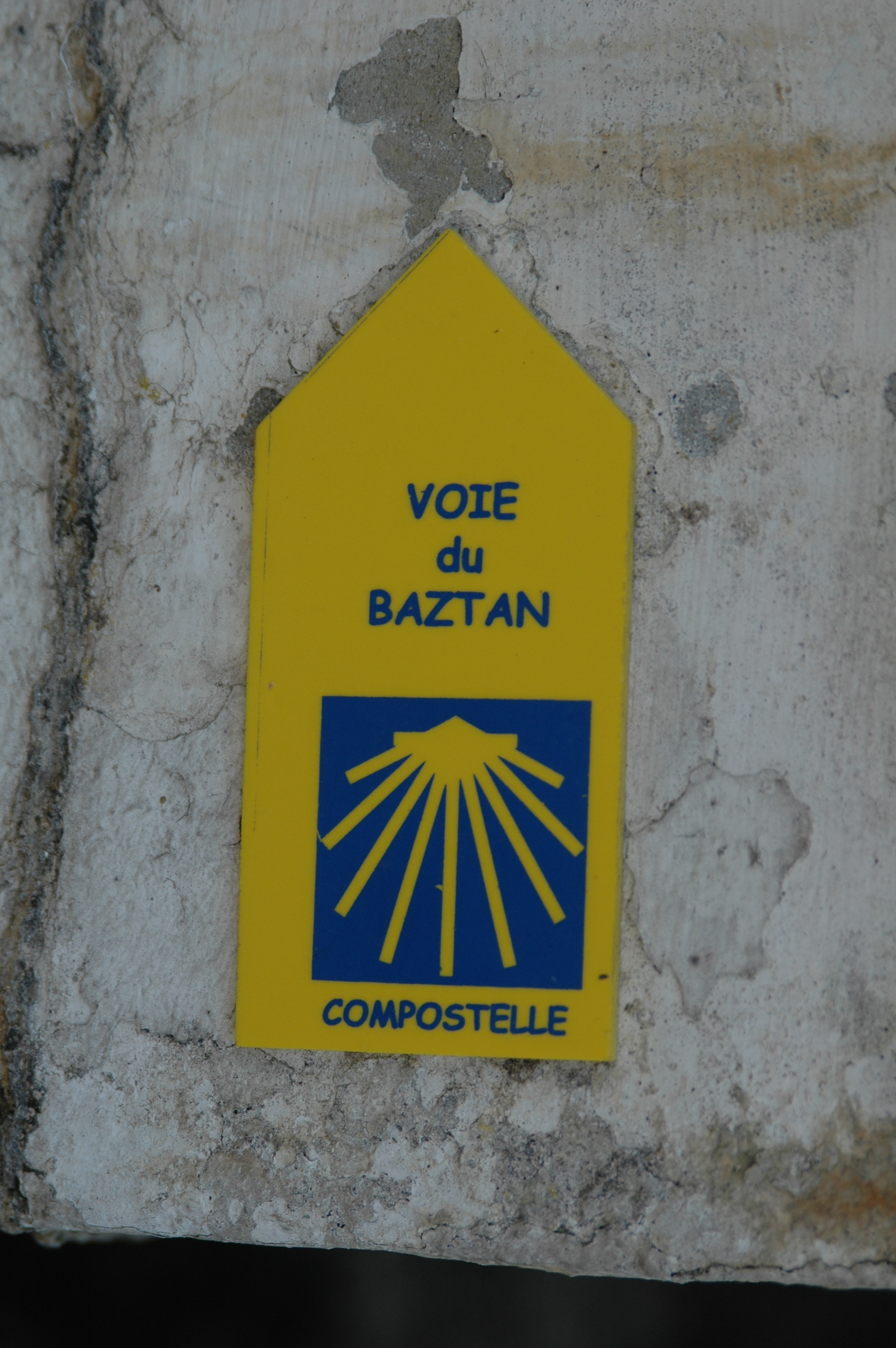
Indicació del Camí de Santiago
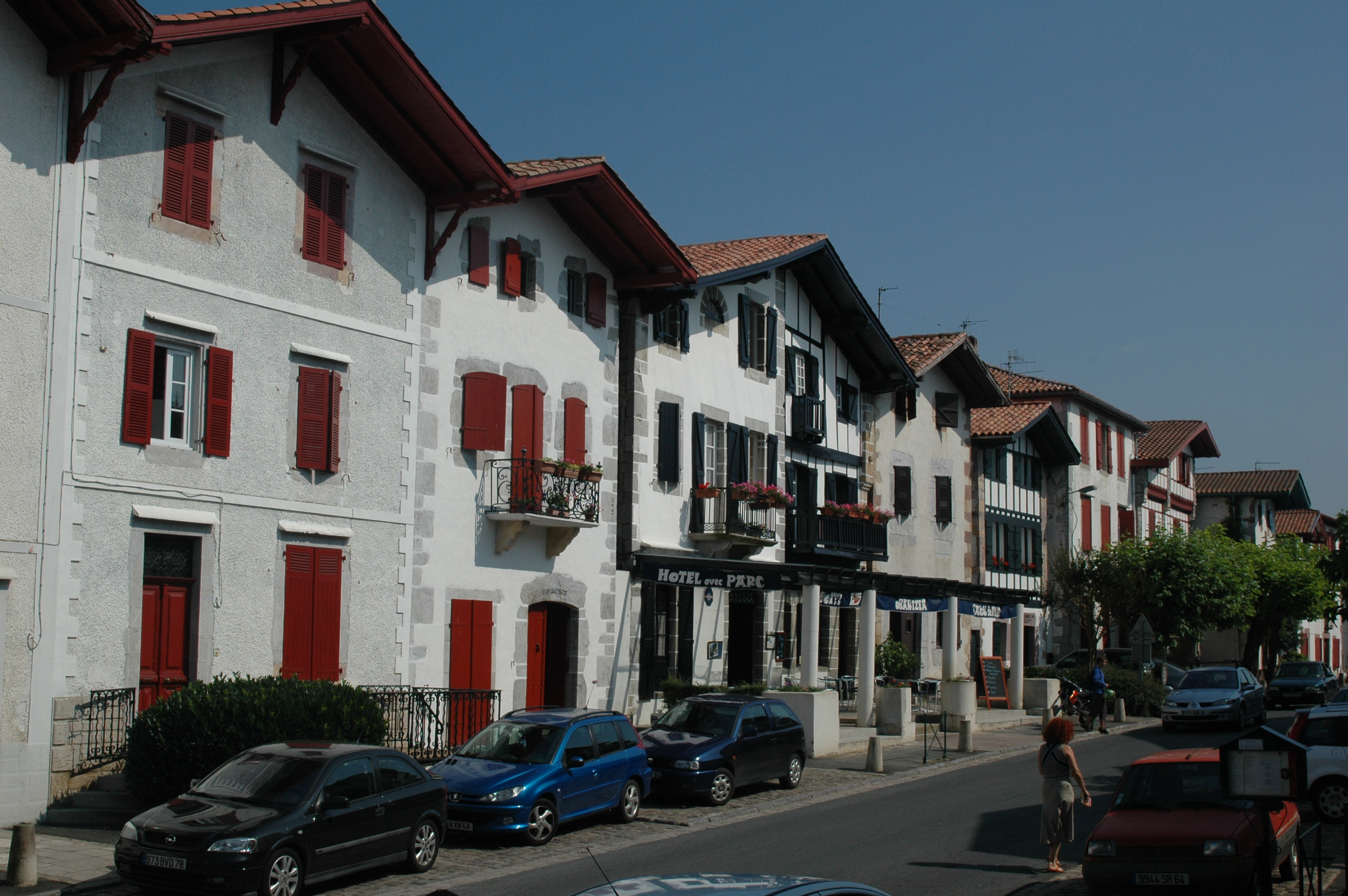
Carrer principal
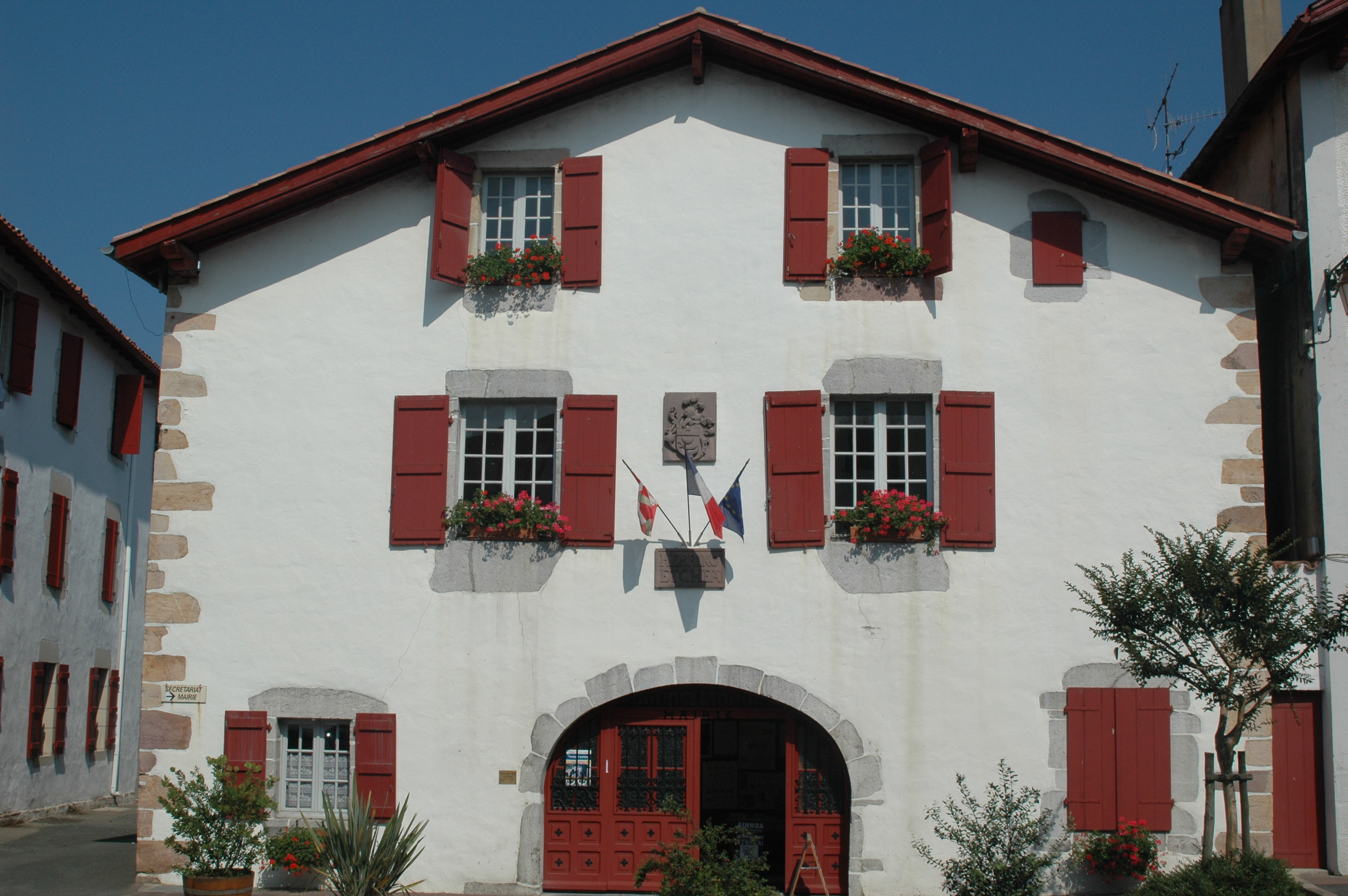
Ajuntament
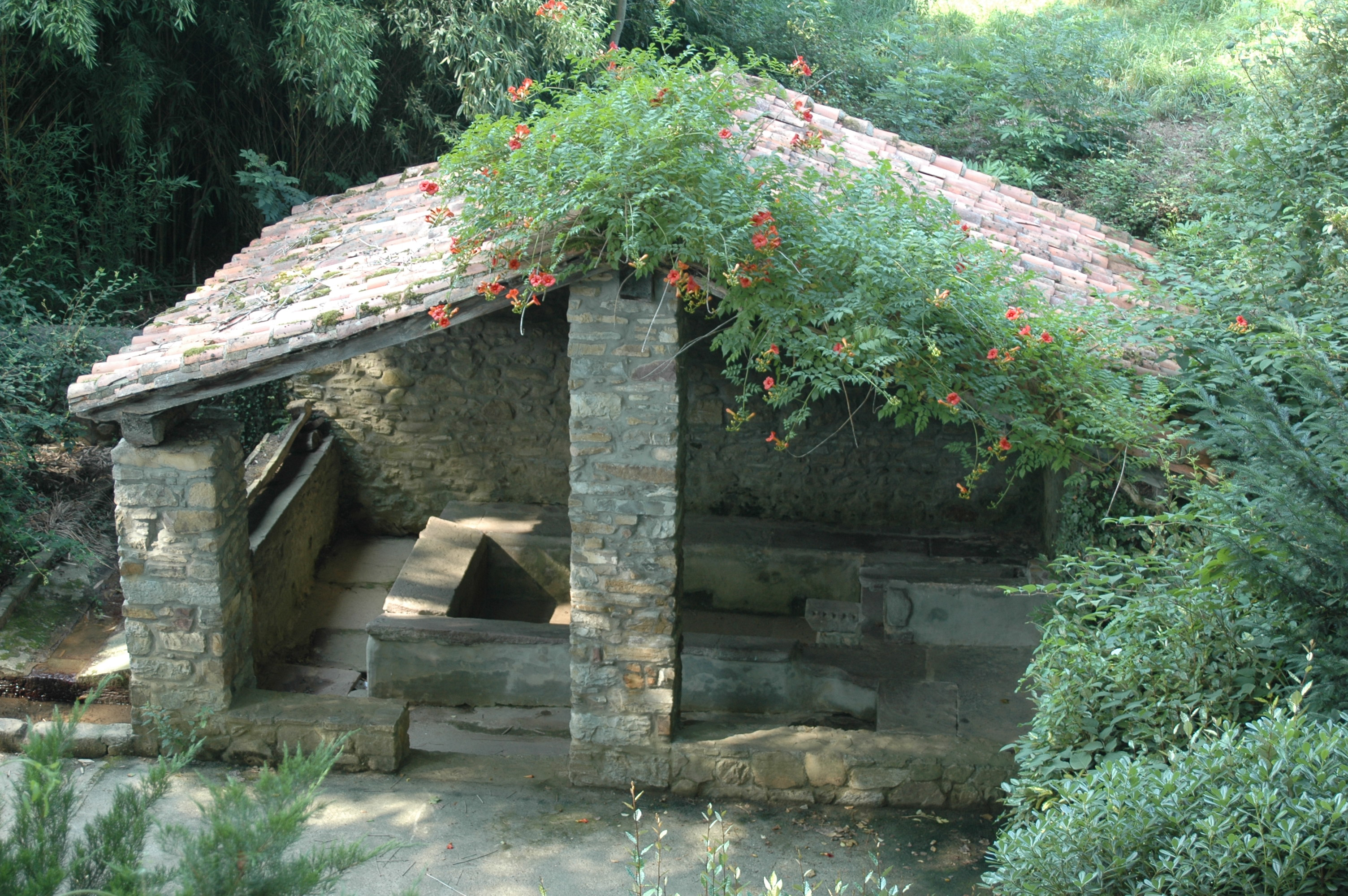
Bugadera